# Max-Planck-Institut für Geoanthropologie
Das Max-Planck-Institut für Geoanthropologie, kurz MPI-GEA, ist eine seit 2022 unter diesem Namen in der thüringischen Stadt Jena ansässige außeruniversitäre Forschungseinrichtung. Am zur Max-Planck-Gesellschaft zur Förderung der Wissenschaften e. V. (MPG) gehörende Institut werden „die grundlegenden Dynamiken und Dilemmata, welche die Vielfach-Krise des „Anthropozäns“, der vorgeschlagenen geologischen Epoche der Menschheit, herbeigeführt haben, untersucht und deren wechselseitige Bedingungen erforscht“. Das Institut ist das erste, das allen drei Sektionen der Max-Planck-Gesellschaft zugehörig ist.
Vorgängerinstitute sind unter anderem als MPI für Erforschung von Wirtschaftssystemen (1993-2014), das MPI für Ökonomik (2005-2014) und das MPI für Menschheitsgeschichte (2014-2022) .

## Leitung und Abteilungen
Mit der Neuausrichtung des Instituts als MPI für Geoanthropologie hat das Institut drei Abteilungen (Stand August 2025):
- Strukturwandel der Technosphäre, Leitung: Jürgen Renn
- Integrative Erdsystemwissenschaft, Leitung: Ricarda Winkelmann
- Koevolution von Landnutzung und Urbanisierung, Leitung: Patrick Roberts

## Geschichte
Das Institut wurde 1993 als Max-Planck-Institut zur Erforschung von Wirtschaftssystemen  unter Manfred E. Streit ursprünglich gegründet, um die Transformation der ehemaligen sozialistischen Volkswirtschaften zu erforschen. 2005 wurde es in Max-Planck-Institut für Ökonomik umbenannt. Diese Umbenennung erfolgte, weil sich der Fokus der Forschung immer mehr zur „Frage nach den Antriebskräften und Gesetzmäßigkeiten des wirtschaftlichen Wandels überhaupt“ verschob.
Aufgrund der Emeritierung der beiden Direktoren des MPI für Ökonomik beschloss der Senat der Max-Planck-Gesellschaft im März 2014, das Institut wissenschaftlich neu auszurichten und benannte es zunächst in Max-Planck-Institut für Geschichte und Naturwissenschaften und am 21. November 2014 in Max-Planck-Institut für Menschheitsgeschichte um.
Ehemals wurde in folgenden vier Bereichen geforscht:
- Institutionenökonomik und Wirtschaftspolitik (1993–2000), Leitung: Manfred E. Streit
- Evolutionsökonomik (1995–2013), Leitung: Ulrich Witt
- Strategische Interaktion, (2001–2014), Leitung: Werner Güth
- Entrepreneurship, Growth and Public Policy, (2005–2010), Leitung: David B. Audretsch

Seit Mitte 2014 amtierten die beiden Direktoren Johannes Krause und der Neuseeländer Russell Gray. Im Jahr 2015 wurde die Archäologin Nicole Boivin (vorher Oxford) zur dritten Direktorin berufen. Im Juni 2020 wurde Johannes Krause an das MPI für evolutionäre Anthropologie berufen, wohin seine Abteilung umzieht. Am 23. Oktober 2021 wurde Nicole Boivin die Leitungsfunktion für ihre Abteilung entzogen. Die kommissarische Leitung wurde an Jonathan Gershenzon übertragen.
Abteilungen:
- Archäogenetik, Leitung: Johannes Krause (seit 2020 umgezogen an das Max-Planck-Institut für evolutionäre Anthropologie Leipzig)
- Archäologie, Leitung: Nicole Boivin[6]
- Sprach- und Kulturevolution, Leitung: Russell Gray (seit 2020 umgezogen an das Max-Planck-Institut für evolutionäre Anthropologie Leipzig)

Im Juni 2022 beschloss der Senat der Max-Planck-Gesellschaft, dass das Max-Planck-Institut für Menschheitsgeschichte (englisch Max Planck Institute for the Science of Human History) in das neue Max-Planck-Institut für Geoanthropologie weiterentwickelt und zugleich ausgebaut werden soll.

## Glottolog
Das MPI für Menschheitsgeschichte betrieb von 2015 bis 2020 den Glottolog, eine Datenbank und Master-Bibliographie von Sprachen aus aller Welt, die nach ihrer genetischen Verwandtschaft klassifiziert werden. Das Projekt wird von den Linguisten Harald Hammarström und Martin Haspelmath sowie dem Programmierer Robert Forkel geleitet. Das Projekt wurde ebenfalls ans MPI nach Leipzig übertragen.